# Попит Гікса
У теорії споживання попит Гікса відбиває ті набори, які споживач вибере за заданих цін і рівні корисності, розв'язуючи задачу мінімізації своїх витрат. Названий за іменем англійського економіста Гікса. Також називають компенсованим попитом.

## Математичний запис
{\displaystyle h(p,{\bar {u}})=\arg \min _{x}\sum _{i}p_{i}x_{i},}
{\displaystyle {\text{при}}\ \ u(x)\geq {\bar {u}},}
де {\displaystyle h(p,{\bar {u}})} — попит Гікса при цінах p і значенні функції корисності {\displaystyle {\bar {u}}}.
У разі коли відома функція витрат {\displaystyle e(p,u)} і вона неперервна в точці {\displaystyle ({\bar {p}},\ {\bar {u}})}, компенсований попит можна знайти за лемою Шепарда і він має такий вигляд: {\displaystyle h_{i}({\bar {p}},\ {\bar {u}})=\nabla _{p}e({\bar {p}},\ {\bar {u}}).}

## Двоїстість у теорії споживання
Зручність підходу Гікса полягає в тому, що мінімізована функція витрат має лінійний вигляд, але змінні для функції маршалівського попиту {\displaystyle (p,w)}, легше спостерігати на практиці.
Якщо переваги споживача є неперервними і функцію корисності задано в нулі так, що {\displaystyle {\bar {u}}>u(0)}, то попит Гікса {\displaystyle {\tilde {x}}({\tilde {p}},\ {\bar {u}})} є розв'язком задачі максимізації корисності при цінах {\displaystyle {\tilde {p}}} і доході {\displaystyle {\tilde {I}}=e({\tilde {p}},\ {\bar {u}}))}, де e(•) — функція витрат. При цьому {\displaystyle v(e({\tilde {p}},\ {\bar {u}}))={\bar {u}}}.
Зворотне теж має місце, але за інших умов. Якщо переваги є локально ненасичуваними, то маршалівський попит {\displaystyle {\tilde {x}}({\tilde {p}},\ {\tilde {I}})} є розв'язком задачі мінімізації витрат {\displaystyle {\tilde {x}}({\tilde {p}},\ v({\tilde {p}},\ {\tilde {I}}))} і {\displaystyle e({\tilde {p}},\ v({\tilde {p}},\ {\tilde {I}}))={\tilde {I}}}.

## Властивості
За умови неперервності функції корисності {\displaystyle u(x)} і задання її в нулі так, що {\displaystyle {\bar {u}}>u(0)}, попит Гікса {\displaystyle h(p,u)} має такі властивості:
1. Однорідність нульового степеня за цінами {\displaystyle p}: для всіх {\displaystyle a>0}, {\displaystyle h(ap,\ u)=h(p,\ u)}, оскільки набір {\displaystyle x}, що мінімізує суму {\displaystyle \sum p_{i}x_{i}}, також мінімізує суму {\displaystyle \sum ap_{i}x_{i}} за того ж бюджетного обмеження.
2. Обмеження {\displaystyle u(x)\geq {\bar {u}}} задовольняється як рівність: {\displaystyle \forall x^{*}\in h(p,\ {\bar {u}})u(x^{*})={\bar {u}}}. Це випливає з неперервності функції корисності, оскільки можна витрачати менше на якесь δe і зменшувати значення корисності на δu, поки воно не стане рівним {\displaystyle {\bar {u}}}.
3. Якщо переваги опуклі, то {\displaystyle h(p,\ {\bar {u}})} — опукла множина.
4. Якщо переваги строго опуклі, то {\displaystyle h(p,\ {\bar {u}})} складається з одного елемента (є функцією компенсованого попиту).
5. Виконується закон компенсованого попиту:

{\displaystyle \forall x'\in h(p',\ {\bar {u}}),\ \ x''\in h(p'',\ {\bar {u}}):\ \ (p'-p'')(x'-x'')<0.}